# ISU Challenger Series 2018/2019
ISU Challenger Series 2018/2019 – 5. edycja zawodów Challenger Series w łyżwiarstwie figurowym. Zawodnicy podczas sezonu wystąpią w dziesięciu zawodach tego cyklu. Rywalizacja rozpoczęła się w 1 sierpnia w Bangkoku, a zakończyła się 8 grudnia 2018 roku w Zagrzebiu.

## Kalendarium zawodów
| Lp. | Data                          | Miejsce        | Zawody                       | Źr. |
| --- | ----------------------------- | -------------- | ---------------------------- | --- |
| 1   | 1–5 sierpnia 2018             | Bangkok        | Asian Open Trophy            |     |
| 2   | 12–16 września 2018           | Bergamo        | Lombardia Trophy             |     |
| 3   | 12–16 września 2018           | Salt Lake City | U.S. International Classic   |     |
| 4   | 19–22 września 2018           | Bratysława     | Memoriał Ondreja Nepeli      |     |
| 5   | 20–22 września 2018           | Oakville       | Autumn Classic International |     |
| 6   | 26–29 września 2018           | Oberstdorf     | Nebelhorn Trophy             |     |
| 7   | 4–7 października 2018         | Espoo          | Finlandia Trophy             |     |
| 8   | 11–18 listopada 2018          | Innsbruck      | Alpen Trophy                 |     |
| 9   | 26 listopada – 2 grudnia 2018 | Tallinn        | Tallinn Trophy               |     |
| 10  | 5–8 grudnia 2018              | Zagrzeb        | Golden Spin of Zagreb        |     |

## Medaliści

### Soliści
| Zawody                       | 1. miejsce     | 2. miejsce        | 3. miejsce           | Źr.    |
| ---------------------------- | -------------- | ----------------- | -------------------- | ------ |
| Asian Open Trophy            | Sōta Yamamoto  | Tsao Chih-I       | Byun Se-jong         | [ 2 ]  |
| Lombardia Trophy             | Shōma Uno      | Dmitrij Alijew    | Andriej Łazukin      | [ 3 ]  |
| U.S. International Classic   | Nam Nguyen     | Michal Březina    | Jimmy Ma             | [ 4 ]  |
| Memoriał Ondreja Nepeli      | Michaił Kolada | Siergiej Woronow  | Keiji Tanaka         | [ 5 ]  |
| Autumn Classic International | Yuzuru Hanyū   | Cha Jun-hwan      | Roman Sadovsky       | [ 6 ]  |
| Nebelhorn Trophy             | Keegan Messing | Alexander Majorov | Artur Dmitrijew Jr.  | [ 7 ]  |
| Finlandia Trophy             | Michaił Kolada | Cha Jun-hwan      | Moris Kwitiełaszwili | [ 8 ]  |
| Alpen Trophy                 | Daniel Grassl  | Roman Sadovsky    | Tomoki Hiwatashi     | [ 9 ]  |
| Tallinn Trophy               | Maksim Kowtun  | Vincent Zhou      | Anton Szulepow       | [ 10 ] |
| Golden Spin of Zagreb        | Jason Brown    | Michaił Kolada    | Aleksandr Samarin    | [ 11 ] |

### Solistki
| Zawody                       | 1. miejsce               | 2. miejsce              | 3. miejsce               | Źr.    |
| ---------------------------- | ------------------------ | ----------------------- | ------------------------ | ------ |
| Asian Open Trophy            | Lim Eun-soo              | Yuna Shiraiwa           | Mako Yamashita           | [ 12 ] |
| Lombardia Trophy             | Jelizawieta Tuktamyszewa | Sofja Samodurowa        | Mako Yamashita           | [ 13 ] |
| U.S. International Classic   | Satoko Miyahara          | Lim Eun-soo             | Kim Ye-lim               | [ 14 ] |
| Memoriał Ondreja Nepeli      | Rika Kihira              | Elizabet Tursynbajewa   | Stanisława Konstantinowa | [ 15 ] |
| Autumn Classic International | Bradie Tennell           | Jewgienija Miedwiediewa | Maé-Bérénice Méité       | [ 16 ] |
| Nebelhorn Trophy             | Alina Zagitowa           | Mai Mihara              | Loena Hendrickx          | [ 17 ] |
| Finlandia Trophy             | Jelizawieta Tuktamyszewa | Elizabet Tursynbajewa   | Viveca Lindfors          | [ 18 ] |
| Alpen Trophy                 | Anna Tarusina            | Sierafima Sachanowicz   | Brooklee Han             | [ 19 ] |
| Tallinn Trophy               | Sierafima Sachanowicz    | Ting Cui                | Viveca Lindfors          | [ 20 ] |
| Golden Spin of Zagreb        | Bradie Tennell           | Anastasija Gubanowa     | Mariah Bell              | [ 21 ] |

### Pary sportowe
| Zawody                       | 1. miejsce                                                                    | 2. miejsce                                                                    | 3. miejsce                                                                    | Źr.    |
| ---------------------------- | ----------------------------------------------------------------------------- | ----------------------------------------------------------------------------- | ----------------------------------------------------------------------------- | ------ |
| Asian Open Trophy            | Konkurencja nie została zaliczona do CS (brak odpowiedniej liczby zawodników) | Konkurencja nie została zaliczona do CS (brak odpowiedniej liczby zawodników) | Konkurencja nie została zaliczona do CS (brak odpowiedniej liczby zawodników) | [ 22 ] |
| Lombardia Trophy             | Natalja Zabijako / Aleksandr Enbiert                                          | Aleksandra Bojkowa / Dmitrij Kozłowski                                        | Nicole Della Monica / Matteo Guarise                                          | [ 23 ] |
| U.S. International Classic   | Ashley Cain / Timothy LeDuc                                                   | Audrey Lu / Misha Mitrofanov                                                  | Jekatierina Aleksandrowska / Harley Windsor                                   | [ 24 ] |
| Memoriał Ondreja Nepeli      | Konkurencja nie została zaliczona do CS (brak odpowiedniej liczby zawodników) | Konkurencja nie została zaliczona do CS (brak odpowiedniej liczby zawodników) | Konkurencja nie została zaliczona do CS (brak odpowiedniej liczby zawodników) | [ 25 ] |
| Autumn Classic International | Vanessa James / Morgan Ciprès                                                 | Kirsten Moore-Towers / Michael Marinaro                                       | Haven Denney / Brandon Frazier                                                | [ 26 ] |
| Nebelhorn Trophy             | Alisa Jefimowa / Aleksandr Korowin                                            | Alexa Scimeca Knierim / Chris Knierim                                         | Deanna Stellato / Nathan Bartholomay                                          | [ 27 ] |
| Finlandia Trophy             | Jewgienija Tarasowa / Władimir Morozow                                        | Kirsten Moore-Towers / Michael Marinaro                                       | Aleksandra Bojkowa / Dmitrij Kozłowski                                        | [ 28 ] |
| Alpen Trophy                 | Konkurencja nie została zaliczona do CS (brak odpowiedniej liczby zawodników) | Konkurencja nie została zaliczona do CS (brak odpowiedniej liczby zawodników) | Konkurencja nie została zaliczona do CS (brak odpowiedniej liczby zawodników) |        |
| Tallinn Trophy               | Miriam Ziegler / Severin Kiefer                                               | Tarah Kayne / Danny O’Shea                                                    | Jessica Calalang / Brian Johnson                                              | [ 29 ] |
| Golden Spin of Zagreb        | Alisa Jefimowa / Aleksandr Korowin                                            | Alexa Scimeca Knierim / Chris Knierim                                         | Deanna Stellato / Nathan Bartholomay                                          | [ 30 ] |

### Pary taneczne
| Zawody                       | 1. miejsce                               | 2. miejsce                               | 3. miejsce                               | Źr.    |
| ---------------------------- | ---------------------------------------- | ---------------------------------------- | ---------------------------------------- | ------ |
| Asian Open Trophy            | Wang Shiyue / Liu Xinyu                  | Rachel Parsons / Michael Parsons         | Misato Komatsubara / Timothy Koleto      | [ 31 ] |
| Lombardia Trophy             | Charlène Guignard / Marco Fabbri         | Rachel Parsons / Michael Parsons         | Sara Hurtado / Kiriłł Chalawin           | [ 32 ] |
| U.S. International Classic   | Madison Hubbell / Zachary Donohue        | Christina Carreira / Anthony Ponomarenko | Misato Komatsubara / Timothy Koleto      | [ 33 ] |
| Memoriał Ondreja Nepeli      | Wiktorija Sinicyna / Nikita Kacałapow    | Lorraine McNamara / Quinn Carpenter      | Bietina Popowa / Siergiej Mozgow         | [ 34 ] |
| Autumn Classic International | Kaitlyn Weaver / Andrew Poje             | Olivia Smart / Adrián Díaz               | Carolane Soucisse / Shane Firus          | [ 35 ] |
| Nebelhorn Trophy             | Piper Gilles / Paul Poirier              | Rachel Parsons / Michael Parsons         | Christina Carreira / Anthony Ponomarenko | [ 36 ] |
| Finlandia Trophy             | Aleksandra Stiepanowa / Iwan Bukin       | Olivia Smart / Adrián Díaz               | Marie-Jade Lauriault / Romain Le Gac     | [ 37 ] |
| Alpen Trophy                 | Charlène Guignard / Marco Fabbri         | Lorraine McNamara / Quinn Carpenter      | Marie-Jade Lauriault / Romain Le Gac     | [ 38 ] |
| Tallinn Trophy               | Christina Carreira / Anthony Ponomarenko | Anastasija Skopcowa / Kiriłł Aloszyn     | Natalia Kaliszek / Maksym Spodyriew      | [ 39 ] |
| Golden Spin of Zagreb        | Piper Gilles / Paul Poirier              | Natalia Kaliszek / Maksym Spodyriew      | Bietina Popowa / Siergiej Mozgow         | [ 40 ] |

## Klasyfikacja końcowa
| Poz. | Zawodnik             | Nota końcowa |
| ---- | -------------------- | ------------ |
| 1    | Michaił Kolada       | 527,51       |
| 2    | Cha Jun-hwan         | 498,97       |
| 3    | Jason Brown          | 496,65       |
| 4    | Dmitrij Alijew       | 475,50       |
| 5    | Daniel Grassl        | 460,32       |
| 6    | Anton Szulepow       | 456,12       |
| 7    | Alexander Majorov    | 454,11       |
| 8    | Aleksandr Samarin    | 453,53       |
| 9    | Moris Kwitiełaszwili | 452,82       |
| 10   | Matteo Rizzo         | 445,65       |

| Poz. | Zawodniczka              | Nota końcowa |
| ---- | ------------------------ | ------------ |
| 1    | Jelizawieta Tuktamyszewa | 408,92       |
| 2    | Bradie Tennell           | 408,82       |
| 3    | Elizabet Tursynbajewa    | 393,04       |
| 4    | Mariah Bell              | 385,57       |
| 5    | Anastasija Gubanowa      | 379,38       |
| 6    | Sierafima Sachanowicz    | 376,98       |
| 7    | Viveca Lindfors          | 372,61       |
| 8    | Lim Eun-soo              | 371,63       |
| 9    | Stanisława Konstantinowa | 367,15       |
| 10   | Ashley Lin               | 346,55       |

| Poz. | Zawodnicy                               | Nota końcowa |
| ---- | --------------------------------------- | ------------ |
| 1    | Aleksandra Bojkowa / Dmitrij Kozłowski  | 380,53       |
| 2    | Kirsten Moore-Towers / Michael Marinaro | 370,25       |
| 3    | Alisa Jefimowa / Aleksandr Korowin      | 362,83       |
| 4    | Miriam Ziegler / Severin Kiefer         | 360,69       |
| 5    | Alexa Scimeca Knierim / Chris Knierim   | 360,06       |
| 6    | Deanna Stellato / Nathan Bartholomay    | 351,35       |
| 7    | Ashley Cain / Timothy LeDuc             | 342,72       |
| 8    | Tarah Kayne / Danny O’Shea              | 339,72       |
| 9    | Minerva Fabienne Hase / Nolan Seegert   | 333,79       |
| 10   | Jessica Calalang / Brian Johnson        | 322,94       |

| Poz. | Zawodnicy                                | Nota końcowa |
| ---- | ---------------------------------------- | ------------ |
| 1    | Piper Gilles / Paul Poirier              | 395,39       |
| 2    | Charlène Guignard / Marco Fabbri         | 388,67       |
| 3    | Christina Carreira / Anthony Ponomarenko | 357,71       |
| 4    | Lorraine McNamara / Quinn Carpenter      | 352,99       |
| 5    | Rachel Parsons / Michael Parsons         | 351,63       |
| 6    | Olivia Smart / Adrián Díaz               | 351,48       |
| 7    | Natalia Kaliszek / Maksym Spodyriew      | 348,54       |
| 8    | Marie-Jade Lauriault / Romain Le Gac     | 347,92       |
| 9    | Carolane Soucisse / Shane Firus          | 338,51       |
| 10   | Bietina Popowa / Siergiej Mozgow         | 336,20       |